# Judy Peckham
Judith Peckham, z domu Canty (ur. 9 grudnia 1950) – australijska lekkoatletka, sprinterka i biegaczka średniodystansowa, trzykrotna medalistka igrzysk Wspólnoty Narodów, olimpijka.
Zdobyła srebrny medal w biegu na 400  metrów na uniwersjadzie w 1973 w Moskwie, przegrywając tylko z Nadieżdą Kolesnikową ze Związku Radzieckiego.
Na igrzyskach Brytyjskiej Wspólnoty Narodów w 1974 w Christchurch zdobyła srebrny medal w sztafecie 4 × 400 metrów (w składzie: Charlene Rendina, Canty, Margaret Ramsay i Terri Cater), a w biegu na 400 metrów zajęła 5. miejsce. Zajęła 4. miejsce w sztafecie 4 × 400 metrów (w składzie: Canty, Verna Burnard, Rendina i Bethanie Nail) na igrzyskach olimpijskich w 1976 w Montrealu, a w biegu na 400 metrów odpadła w ćwierćfinale.
Zwyciężyła w biegu na 800 metrów oraz zdobyła srebrny medal w sztafecie 4 × 400 metrów (w składzie: Nail, Denise Boyd, Maxine Corcoran i Peckham) na igrzyskach Wspólnoty Narodów w 1978 w Edmonton.
Była wicemistrzynią Australii w biegu na 400 metrów w 1972/1973 i 1975/1976 oraz w biegu na 800 metrów w 1976/1977, a także brązową medalistką w biegu na 400 metrów w 1974/1975.
Poprawiła rekord Australii w biegu na 400 metrów czasem 51,7 s uzyskanym 28 grudnia 1975 w Melbourne, a także dwukrotnie w sztafecie 4 × 400 metrów do wyniku 3:25,56 uzyskanego 31 lipca 1976 w Montrealu.
Jej mąż Lawrie Peckham był również lekkoatletą, skoczkiem wzwyż, trzykrotnym mistrzem igrzysk Brytyjskiej Wspólnoty Narodów i trzykrotnym olimpijczykiem.